# المجرات LAE J095950.99+021219.1
المجرات LAE J095950.99 + 021219.1 هي من أبعد المجرات المكتشفة حتى الآن ولها استفادات علمية عالية ، حيث كشفت عن العديد من التفاصيل المهمة لتكون الكون المبكر والنجوم الناشئة. تقع المجرات LAE J095950.99 + 021219.1 على بعد حوالي 13 مليار سنة ضوئية وتحتل المرتبة العشرة الأولى بالنسبة للأجسام البعيدة في الكون. إنها باعثة خطوط الطيف ليمان ألفا . 

## الاكتشاف
تم اكتشاالمجرات LAE J095950.99 + 021219.1 في منتصف عام 2012. شوهدت باستخدام تلسكوبات ماجلان في مرصد لاس كامباناس في تشيلي .

## الضوء
ينبعث من المجرات LAE J095950.99 + 021219.1 الضوء ذو انزياح الأحمر = 6.944. إنها أضعف مرتين أو ثلاث مرات من مجرات لايمان ألفا الأخرى من حيث شدة اللمعان.

## أنظر أيضا
- قائمة أجرام الكون الأكثر بعدا
- المجرات LAE J095950.99+021219.1

## روابط خارجية
- يكتشف علماء الفلك أضعف مجرة بعيدة - Science Daily
- A Lyα GALAXY AT REDSHIFT z = 6.944 في COSMOS FIELD